# Reprezentacja Norwegii U-19 w piłce nożnej mężczyzn
Reprezentacja Norwegii U-19 w piłce nożnej – młodzieżowa reprezentacja Norwegii kierowana przez Norweski Związek Piłki Nożnej. 

## Występy w ME U-19
- 2002: Faza grupowa
- 2003: Faza grupowa
- 2004: Nie zakwalifikowała się
- 2005: Faza grupowa
- 2006: Nie zakwalifikowała się
- 2007: Nie zakwalifikowała się
- 2008: Nie zakwalifikowała się
- 2009: Nie zakwalifikowała się
- 2010: Nie zakwalifikowała się
- 2011: Nie zakwalifikowała się
- 2013: Nie zakwalifikowała się
- 2013: Nie zakwalifikowała się
- 2014: Nie zakwalifikowała się
- 2015: Nie zakwalifikowała się
- 2016: Nie zakwalifikowała się
- 2017: Nie zakwalifikowała się
- 2018: Faza grupowa
- 2019: Faza grupowa
- 2022: Nie zakwalifikowała się
- 2023: Półfinały
- 2024: Faza grupowa